# Balanovokulturen
Balanovokulturen är en snörkeramisk kultur i Volgaområdet som dateras till 2.500-1.800 f.Kr. Dess språk var finsk-ugrisk, men vars elit tycks ha talat förbaltiskt språk. Inom kulturen användes förbaltiska som lingua franca; därifrån härrör många baltiska lånord i volgiska språk. 